# Esquadrão N.º 77 da RAAF
O Esquadrão N.º 77 é um esquadrão da Real Força Aérea Australiana (RAAF) com base na Base aérea de Williamtown, em Nova Gales do Sul. Está subordinado à Asa N.º 81, e está equipado com aviões de caça multiuso McDonnell Douglas F/A-18 Hornet. O esquadrão foi formado na Base aérea de Pearce, na Austrália Ocidental, em Março de 1942 e prestou serviço no teatro de guerra do Sudoeste do Pacífico durante a Segunda Guerra Mundial, operando aviões Curtis P-40 Kittyhawk. Depois da guerra, foi re-equipado com aviões North American P-51 Mustang e enviado para o Japão como parte da Força de Ocupação da Comunidade Britânica. O esquadrão estava prestes a regressar à Austrália quando a Guerra da Coreia começou em Junho de 1950, evento depois do qual o esquadrão juntou-se às forças das Nações Unidas em apoio à Coreia do Sul. Para este conflito, o esquadrão foi equipado com aviões a jacto Gloster Meteor entre Abril e Julho de 1951, e permaneceu na Coreia até Outubro de 1954, tendo abatido cinco aviões MiG, destruído mais de 5 000 edifícios e veículos e perdido cerca de 60 aeronaves, a maior parte devido a fogo de artilharia antiaérea.
Em Novembro de 1956 o esquadrão foi re-equipado com aviões a jacto CAC Sabre. Dois anos mais tarde foi transferido para Butterworth, na Malásia, para se juntar à campanha aérea contra as guerrilhas comunistas na fase final da Emergência Malaia. O esquadrão permaneceu em Butterworth durante os anos 60, providenciando defesa aérea regional durante o confronto entre a Indonésia e a Malásia. No início de 1969 o esquadrão regressou à Austrália, para Williamtown, para ser re-equipado com aviões supersónicos Dassault Mirage III. Em Junho de 1987, começou a converter as suas tripulações para os caças Hornet. Entre 2001 e 2002, o esquadrão enviou um destacamento de quatro aviões para Diego Garcia em apoio dos Estados Unidos devido ao despoletar da Guerra do Afeganistão, e mais tarde foi enviado para o Médio Oriente como parte da força de intervenção militar contra o Estado Islâmico, entre 2015 e 2016. Além dos Hornet, o esquadrão também operou por um breve período de tempo aviões Pilatus PC-9 em missões de controlo aéreo táctico no início dos anos 2000. A RAAF planeia substituir os Hornet por aviões furtivos Lockheed Martin F-35 Lightning II a partir de 2018, e o Esquadrão N.º 77 realizará a conversão à nova aeronave em 2021.

## Missão e equipamento

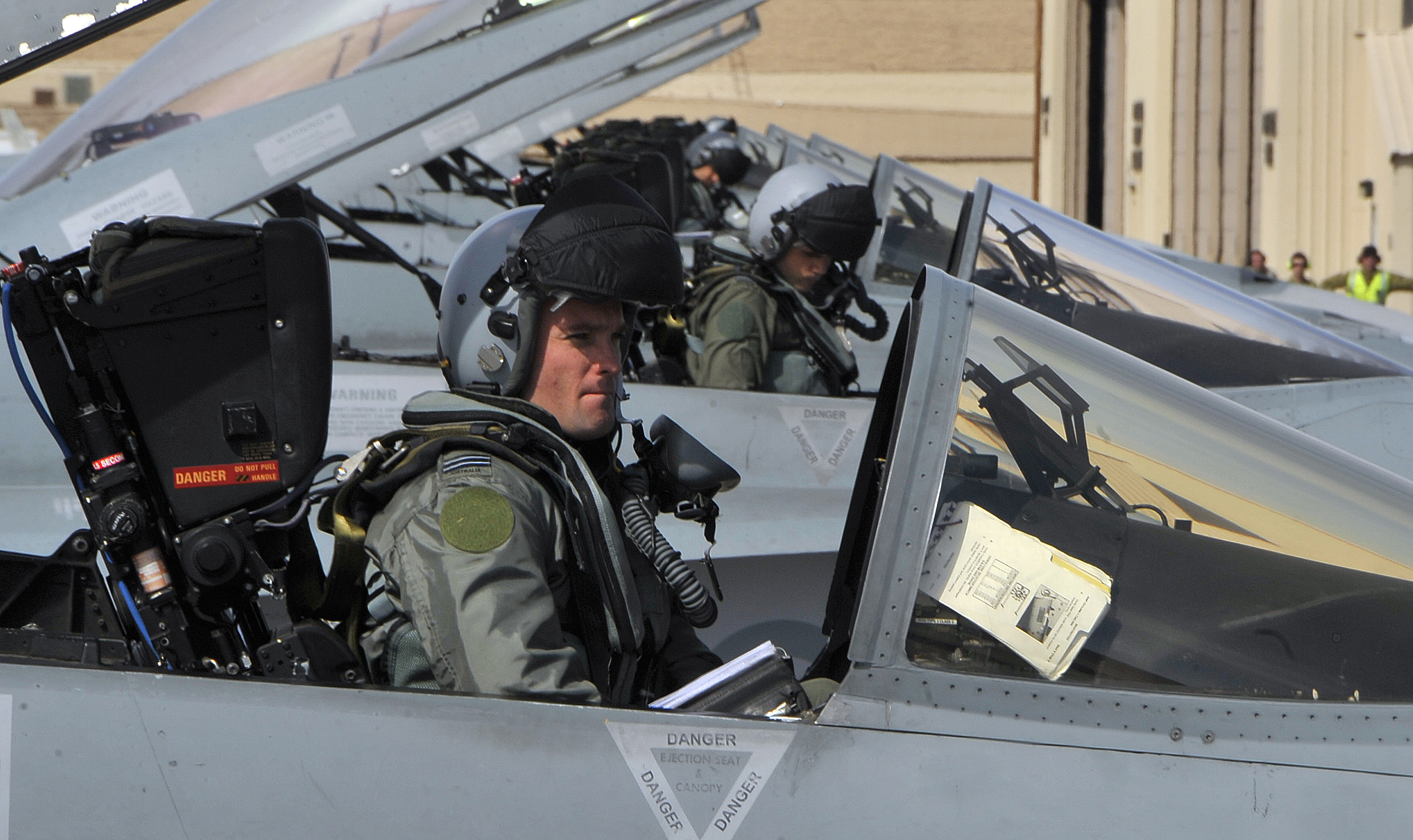
Pilotos do Esquadrão N.º 77 nos seus caças F/A-18 Hornet, em 2010

O Esquadrão N.º 77 está localizado na Base aérea de Williamtown, em Nova Gales do Sul, e está subordinado à Asa N.º 81 da RAAF, que faz parte do Grupo de Combate Aéreo.  A Asa N.º 81 é composta por três esquadrões de combate aéreo, cuja missão é a realização de operações aéreas ofensivas e defensivas. Além do combate ar-ar, o Esquadrão N.º 77 está responsável pela realização de ataque ar-solo, apoio aéreo próximo e ataque aéreo contra embarcações. O seu efectivo é composto por militares de manutenção, abastecimento e outras especialidades de apoio. O lema da unidade é “Swift to Destroy” (em português: Rápido para Destruir) e o brasão apresenta um leão de guarda chinês, um símbolo que chegou aos dias de hoje como o legado do esquadrão durante a sua prestação de serviço na Guerra da Coreia. Com a alcunha de "grumpy monkey" (em português: macaco mal-humorado), o leão representa “um defensor da paz, que, quando perturbado, é "rápido a destruir".
O esquadrão opera aviões de caça McDonnell Douglas F/A-18 Hornet, tendo a primeira unidade sido recebida em Junho de 1987.  O Hornet, um avião bimotor, está armado com um canhão de 20 mm e consegue transportar mísseis ar-ar de curto ou médio alcance, assim como uma grande variedade de armamento teleguiado ar-ar ou ar-solo. Estes aviões podem ser reabastecidos enquanto voam pelos Airbus A330 MRTT da RAAF. O Esquadrão N.º 77 opera os aviões Hornet monolugar; contudo, cada esquadrão equipado com os Hornet também está equipado com duas versões bilugar do Hornet, para a realização de curso de conversão de pilotagem. O pessoal do esquadrão é responsável pelo serviço diário de manutenção e por algumas tarefas de manutenção mais pesada. Outras manutenções mais técnicas ou pesadas são realizadas por uma companhia privada com contrato com a RAAF através da Boeing Austrália. O esquadrão também realiza frequentemente exercícios com as forças aéreas do Sudeste Asiático, com a Nova Zelândia e com os Estados Unidos.

## História

### Segunda Guerra Mundial

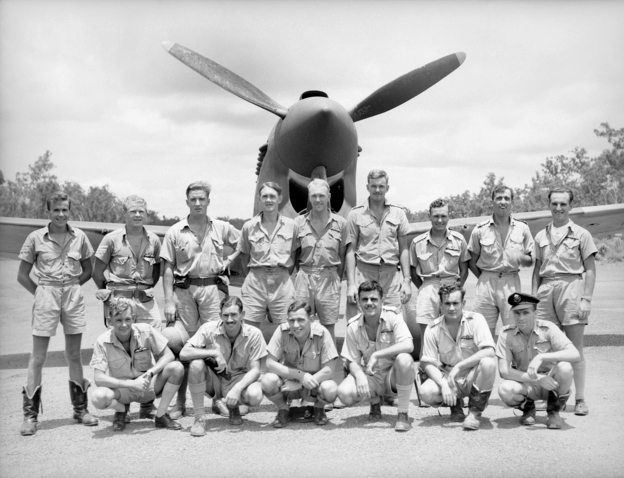
Pilotos do Esquadrão N.º 77 à frente de um P-40 Kittyhawk no Território do Norte, em Janeiro 1943

À medida que os japoneses avançavam pelo Sudoeste do Pacífico no início de 1942, a RAAF rapidamente estabeleceu três unidades de combate aéreo: o Esquadrão N.º 75,o Esquadrão N.º 76 e o Esquadrão N.º 77; todos eles foram equipados com aviões Curtiss P-40 Kittyhawk que haviam sido recentemente entregues pelos Estados Unidos. O Esquadrão N.º 77 foi formado na Base aérea de Pearce, na Austrália Ocidental, no dia 16 de Março, com um efectivo de 100 homens, incluindo três oficiais. Temporariamente comandado pelo Líder de Esquadrão D. F. Forsyth, a unidade ficou inicialmente responsável pela defesa aérea da cidade australiana de Perth. No dia 20 de Abril o Líder de Esquadrão Dick Cresswell assumiu o comando da unidade. Em Agosto o esquadrão foi transferido para o aeródromo de Batchelor, perto de Darwin, no Território do Norte, tornando-se na primeira unidade da RAAF a ser estacionada naquela área. Até esta altura, a defesa aérea da cidade de Darwin havia sido providenciada por aviões P-40 pilotados pelos Estados Unidos. Em Setembro o esquadrão foi transferido para outro aeródromo satélite de Darwin, em Livingstone. Entre os pilotos da unidade estava John Gorton, futuro primeiro-ministro da Austrália.  Às 5 da manha do dia 23 de Novembro de 1942 o Esquadrão N.º 77 abateu a primeira aeronave inimiga, ao defender a cidade de Darwin de um ataque aéreo por parte dos japoneses, quando Cresswell abateu um bombardeiro Mitsubishi G4M. Foi a primeira vez que uma aeronave australiana abateu uma aeronave inimiga sob o continente australiano, assim como a primeira vitória aérea nocturna da RAAF. No dia 24 de Dezembro, a força da unidade era composta por 24 aviões P-40 Kittyhawks.
Em Fevereiro de 1943, após a Asa N.º 1 e os seus três esquadrões equipados com caças Supermarine Spitfire ficarem operacionais na área de Darwin, o Esquadrão N.º 77 foi transferido para Milne Bay, na Nova Guiné. Juntamente com o esquadrões N.º 6, 75 e 100, o Esquadrão N.º 77 ficou subordinado à recém-formada Asa N.º 71 da RAAF, que fazia parte do Grupo Operacional N.º 9, a principal formação móvel da RAAF no teatro de guerra do Sudoeste do Pacífico. O Esquadrão N.º 77 registou a sua primeira vitória diurna no dia 11 de Abril, quando um Kittyhawk abateu um Mitsubishi A6M Zero que participava num ataque japonês contra um comboio naval aliado, perto de Buna, na Papua Nova Guiné. Três dias mais tarde, os japoneses atacaram Milne Bay; o esquadrão abateu quatro bombardeiros japoneses na defesa de Milne Bay, tendo perdido apenas um Kittyhawk. Por volta desta altura, os quarteis-generais dos aliados estavam a terminar os planos de uma série de ataques contra os japoneses, de modo a abrir caminho pelas Filipinas; estes planos envolviam uma série de ataques contra Rabaul e a ocupação do território da Nova Guiné, da Nova Bretanha e das Ilhas Salomão.

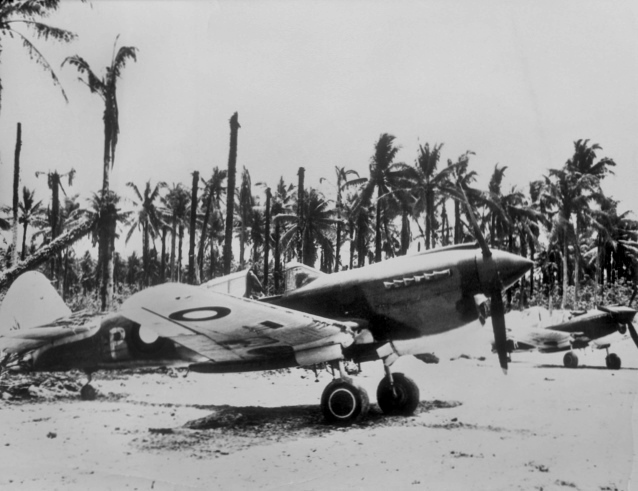
Aviões Kittyhawk do esquadrão em Milne Bay, em 1943

O Esquadrão N.º 77 começou a mover-se para o Aeródromo Vivigani em Maio de 1943, e no dia 15 de Junho todo o esquadrão já se encontrava operacional na nova casa. À medida que a intervenção dos caças japoneses estava a ser limitada, o esquadrão aproveitou a oportunidade para realizar vários ataques ar-solo em missões na Nova Bretanha, armados com bombas incendiárias e multiuso, uma prática que já havia sido testada com sucesso pelos P-40 no Teatro do Mediterrâneo (no Médio Oriente e no Norte de África). Durante um destes ataques, no dia 2 de Agosto, o sucessor de Cresswell, o Tenente de voo Daryl Sproule, foi forçado a realizar uma aterragem de emergência numa praia; acabou por ser capturado e executado pelos japoneses. Cresswell permaneceu no comando da unidade até o Líder de Esquadrão “Buster” Brown assumiu o comando no dia 20 de Agosto. O número de aviões de caça japoneses na Nova Bretanha aumentou em Setembro e Outubro, e oito aviões Kittyhawk do Esquadrão N.º 77 foram destacados para Nadzab para realizar missões de escolta aos CAC Boomerang do Esquadrão N.º 4, esquadrão este que apoiava a 7ª Divisão Australiana.
Em Janeiro de 1944 o Esquadrão N.º 77 participou nos dois maiores ataques alguma vez realizados pela RAAF até então, cada um deles envolvendo cerca de 70 aeronaves em ataques aéreos na Nova Bretanha. Depois destes ataques, o esquadrão foi transferido para Los Negros, nas Ilhas do Almirantado, ficando subordinado à Asa N.º 73, juntamente com os esquadrões N.º 76 e 79. Uma força do Esquadrão N.º 77 desembarcou em Los Negros no dia 6 de Março, a meio de uma batalha contra as forças japonesas. Quatorze dos Kittyhawk do esquadrão chegou ao aeródromo uma semana depois, e mais dez chegaram no dia 28 de Março. A sua principal missão consistia em providenciar cobertura aérea às embarcações aliadas, apesar de não ser comum encontrarem-se aeronaves japonesas na área; o esquadrão também realizava missões de ataque ar-terra em apoio às tropas norte-americanas na ilha Manus. Depois da captura das Ilhas do Almirantado, acção que completou o isolamento de Rabaul, o Esquadrão N.º 77 permaneceu com a Asa N.º 73 em Los Negros entre Maio e Julho de 1944.
Entre 13 de Agosto e 14 de Setembro de 1944, o esquadrão foi transferido para Noemfoor, na parte ocidental da Nova Guiné, para se juntar aos esquadrões N.º 76 e 82 na Asa N.º 81, subordinada ao Grupo Operacional N.º 10 (mais tarde Primeira Força Aérea Táctica Australiana), que havia assumido as operações móveis anteriormente realizadas pelo Grupo N.º 9, que agora estava a prestar apoio às forças norte-americanas ao longo da costa norte da Nova Guiné. Cresswell, agora Comandante de asa (equivalente a Tenente-coronel), chegou novamente à unidade para assumir funções de comando no dia 26 de Setembro. Operando aviões P-40 Kittyhawk, o Esquadrão N.º 77 bombardeou posições japonesas na península Vogelkop em Outubro e em Halmaera em Novembro. Em Março de 1945, Cresswell deixou o comando da unidade. A 13 de Abril o esquadrão moveu-se para Morotai e realizou operações de ataque ar-solo nas Índias Orientais Holandesas até 30 de Junho, quando foi transferido, juntamente com a Asa N.º 81 para Labuan, com o propósito de dar apoio à 9ª Divisão Australiana no norte de Bornéu até ao cessar das hostilidades em Agosto de 1945. A prestação do esquadrão durante a guerra, em termos de vitórias e baixas, foi de sete aeronaves inimigas destruídas e quatro prováveis, com o custo de ter perdido dezoito pilotos.

### Ocupação do Japão

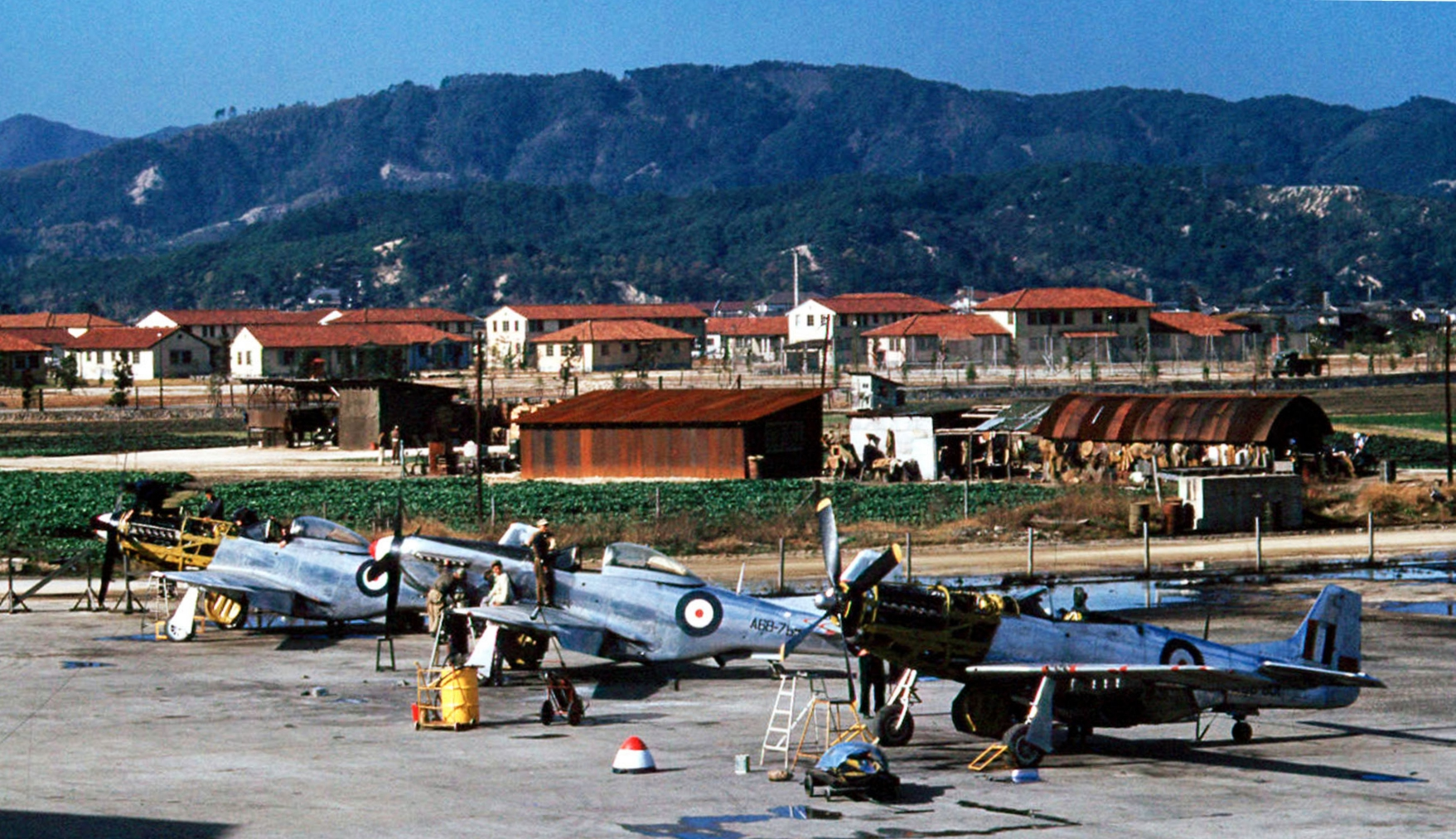
Aviões P-51 Mustang do esquadrão em manutenção, em Iwakuni, Japão, por volta de 1950

Em Setembro de 1945 o esquadrão começou a ser equipado com aviões North American P-51 Mustang, ainda em Labuan. Com a rendição do Japão, a Asa N.º 81 tornou-se parte da contribuição australiana na Força de Ocupação da Comunidade Britânica. O Esquadrão N.º 77 foi a última unidade da asa a ser enviada para o Japão, tendo chegado a Hōfu (uma antiga base de kamikazes) no dia 21 de Março de 1946. O Esquadrão N.º 481, colocado já na base, providenciava serviço técnico aos Mustang. Os deveres de ocupação revelaram-se pacíficos, sendo a principal responsabilidade operacional a de realizar patrulhas de vigilância, contudo as unidades mantiveram um regime de treino intensivo e realizavam frequentemente exercícios com as outras forças aliadas. Muitos militares da RAAF destacados no Japão puderam levar as suas famílias.
Em Abril de 1948 a Asa N.º 81 foi transferida para Iwakuni, no mesmo mês em que o governo federal decidiu reduzir o contingente australiano na força de ocupação, ficando no Japão apenas o Esquadrão N.º 77. Em Novembro, o quartel-general da asa e o Esquadrão N.º 481 foram dissolvidos, e o Esquadrão N.º 77 ficou sob o comando de uma nova organização da RAAF chamada RAAF Component. Na altura, o esquadrão era a maior unidade operacional da RAAF, com um efectivo de 299 militares, quarenta aviões Mustang, três CAC Wirraway, dois Douglas C-47 e dois Auster. Os Dakota e os Auster formaram então o Destacamento de Comunicações do esquadrão. Em Dezembro de 1949, os Mustang participaram numa competição de armamento contra três grupos de aviões Mustang e dois grupos de aviões a jacto F-80 Shooting Star. O Tenente Adams do Esquadrão N.º 77 foi o militar que conseguiu a pontuação mais alta da competição, tendo sido congratulado pelo Tenente-general George E. Stratemeyer, comandante da Força Aérea do Extremo Oriente dos Estados Unidos e pelo comandante da força de ocupação Horace Robertson. O pessoal da RAAF nesta altura estava a preparar-se para voltar para a Austrália quando, a 25 de Junho de 1950, foram colocados em standby para entrar em acção na Guerra da Coreia, que havia acabado de começar.

### Guerra da Coreia

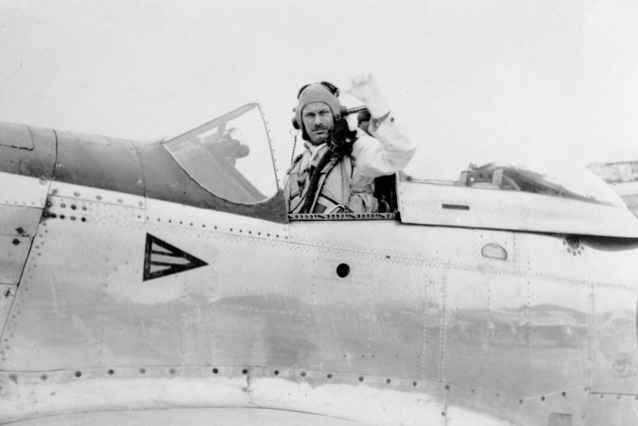
Comandante de asa Lou Spence, comandante do Esquadrão N.º 77, antes de uma missão na Coreia, em Agosto de 1950

Liderado pelo Comandante de asa Lou Spance, o Esquadrão N.º 77 foi empregue no conflito da Coreia como parte do Comando das Nações Unidas, e ficou sob o controlo operacional da Quinta Força Aérea dos Estados Unidos após sua chegada em 30 de junho.  A unidade australiana foi especificamente solicitada pelo General Douglas MacArthur, comandante das forças das Nações Unidas; o Mustang era considerado então o melhor avião de ataque ar-terra com longo alcance do teatro, e o Esquadrão N.º 77 era a melhor unidade equipada com estes aviões no Japão. Inicialmente o esquadrão realizou missões de escolta e patrulhamento a partir de Iwakuni, tornando-se na primeira unidade não norte-americana a começar a realizar operações. Nesta altura, várias famílias australianas ainda estavam a viver em Iwakuni à espera de voltarem para a Austrália, visto que agora estavam num teatro de operações.
Um incidente de fogo amigo ocorreu no dia 3 de Julho de 1950, quando o Esquadrão N.º 77 atacou um comboio cheio de tropas norte-americanas e sul-coreanas na principal via entre Suwon e Pyongtaek, provocando muitas baixas, 29 delas sendo fatais. Spence levantou preocupações antes da missão constatando que os norte-coreanos não podiam ter penetrado tão a dentro no território controlado pelos aliados, contudo foi assegurado pela Quinta Força Aérea que aquele alvo era correcto e deveria ser atacado; o incidente foi muito noticiado nos meios de comunicação norte-americanos e Stratemeyer anunciou publicamente que a RAAF não teve qualquer culpa. O Esquadrão N.º 77 não encontrou nenhuma aeronave inimiga na fase inicial da guerra, contudo frequentemente encontrava tropas e artilharia inimiga em terra. A sua primeira baixa foi sofrida no dia 7 de Julho quando o vice-comandante da unidade, o Líder de esquadrão Graham Strout, foi morte em combate aquando de um ataque em Samchok. Ele foi também o primeiro australiano e o primeiro militar não norte-americano a morrer no conflito coreano.
Nos próximos dois meses, equipados com bombas, mísseis e napalm, o Esquadrão N.º 77 prestou apoio às tropas das Nações Unidas que se retiravam perante o avanço da Coreia do Norte. Para realizar missões a um ritmo mais elevado, os aviões Mustang, que ainda estavam baseados em Iwakuni, muitas vezes reabasteciam e eram rearmados em Taegu, perto do Perímetro de Pusan, onde as forças da ONU se fixaram para manter a batalha pela Coreia. Um dos aviões Dakota do esquadrão realizava regularmente voos entre Iwakuni e Taegu, transportando mantimentos e equipamentos. De acordo com a história oficial da RAAF entre 1946 e 1971, a contribuição do esquadrão na vitória em Pusan valeu o reconhecimento de "não apenas da RAAF mas também da Austrália pelas mais altas esferas políticas nos Estados Unidos". Durante uma visita ao Japão em Agosto de 1950, o Primeiro-ministro Robert Menzies apresentou a Gloucester Cup ao Esquadrão N.º 77, por ser a unidade mais proficiente do ano anterior. Neste mesmo mês, o esquadrão destruiu 35 tanques, 212 veículos militares de vários tipos, 18 carruagens e 13 depósitos de munições ou combustível.

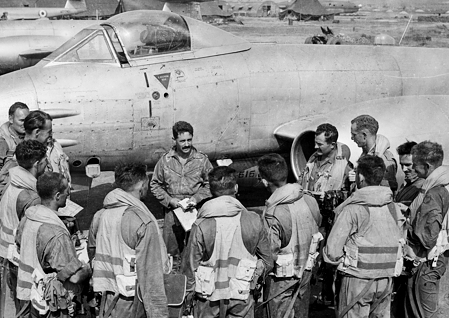
Líder de esquadrão Dick Cresswell (ao centro), na sua terceira vez como comandante do Esquadrão N.º 77, dá uma palestra aos pilotos dos Meteor em Kimpo, antes de uma missão na Coreia em Agosto de 1951

No dia 3 de Setembro de 1950, o sargento Bill Harrop foi forçado a aterrar atrás das linhas inimigas e foi executado pelos norte-coreanos. Seis dias mais tarde, Spence faleceu devido ao seu Mustang não conseguir recuperar de um mergulho durante um ataque com napalm em Angang-ni. A sua morte foi um forte golpe para o esquadrão, e a RAAF enviou Cresswell para se tornar pela terceira vez o comandante do esquadrão. Cresswell chegou a Iwakuni no dia 17 de Dezembro e rapidamente começou por aumentar a moral dos militares, realizando quatro missões no seu primeiro dia de operações. Entretanto MacArthur havia lançado um ataque anfíbio atrás das linhas do inimigo em Inchon, forçando os comunistas a bater em retirada. No dia 12 de Outubro o esquadrão foi transferido de Iwakuni para Pohang, na Coreia do Sul, para apoiar as forças da ONU que avançavam para norte. No dia 20 de Outubro o esquadrão tornou-se parte da recém-estabelecida Asa N.º 91 da RAAF, que também incluía o Esquadrão N.º 391, o Esquadrão N.º 491 e o Destacamento de Comunicações N.º 30. A asa e todas as suas unidades, à excepção do Esquadrão N.º 77, estavam baseados em Iwakuni.
A meio de Outubro de 1950 a China entrou na guerra, quando as tropas da ONU chegavam ao rio Yalu. O Esquadrão N.º 77 realizou as primeiras missões contra as forças terrestres chinesas no dia 1 de Novembro. O esquadrão realizou a primeira missão para apoiar o avanço do Exército Australiano no dia 5 de Novembro, quando este atacou tropas chinesas em Pakchon. Os militares do Esquadrão N.º 77 nesta altura estavam alojados em tendas em condições geladas em Pohang; no dia 14 de Novembro, dois pilotos faleceram devido a queimaduras graves depois de um incêndio na zona dos alojamentos. Dois dias mais tarde os australianos começaram a avançar em direcção ao aeródromo de Yonpo, perto de Hamhung. O contra-ataque norte-coreano, apoiado pelas forças chinesas, levou à retirada do esquadrão para Pusan no dia 3 de Dezembro de 1950. Os comunistas nesta altura estava a operar o caça a jacto Mikoyan-Gurevich MiG-15, que era de longe muito superior aos outros caças usados pelas forças da ONU no teatro de guerra, à excepção do North American F-86 Sabre. Embora os MiG-15 apresentassem uma identificação chinesa ou norte-coreana nas suas fuselagens, estes eram frequentemente pilotados por pilotos soviéticos, cujo destacamento na guerra não era oficial, dado que a União Soviética não era um combatente na Guerra da Coreia.

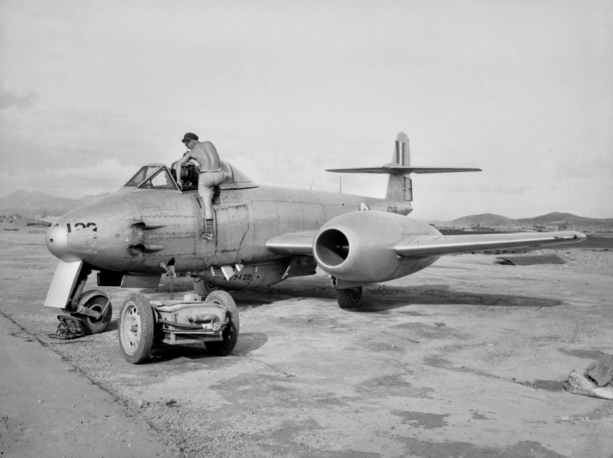
Um Meteor do Esquadrão N.º 77 em Kimpo, a ser preparado para uma missão de escolta na Coreia do Norte, em 1951

A RAAF tentou fazer com que os aviões Sabre substituíssem os Mustang do Esquadrão N.º 77, contudo a prioridade de re-equipamento das unidades da USAF fez com que a RAAF não pudesse receber qualquer unidade até 1954. O governo australiano optou então em comprar o Gloster Meteor ao Reino Unido, sendo esta a única alternativa viável de actualização da frota do esquadrão; a compra inicial consistiu em trinta e 36 interceptores Mk.8 e quatro Mk.7 de treino. O Esquadrão N.º 77 realizou a última missão com os Mustang no dia 6 de Abril de 1951, e regressou a Iwakuni no dia seguinte para começar a conversão aos Meteor. Subsequentemente a unidade foi transferida para Kimpo, na Coreia do Sul, e começou a realizar operações com a nova aeronave no dia 29 de Julho. O esquadrão operava vinte e dois caças Meteor em Kimpo. Embora o Esquadrão N.º 77 tivesse realizado com sucesso missões de ataque ar-terra com os Mustang, a missão principal do esquadrão na RAAF era a intercepção aérea, e pretendia-se que com os Meteor pudesse voltar a operar de acordo com os objectivos da RAAF, particularmente também devido ao facto de a USAF nesta altura ter apenas dois esquadrões de caças Sabre no teatro de operações.

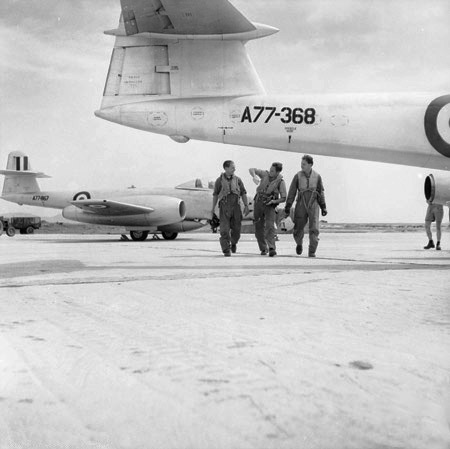
Pilotos do esquadrão e os seus Meteor em Kunsan, na Coreia do Sul, em Junho de 1954. O nariz da aeronave A77-368 mais tarde foi enviada para o Australian War Memorial, em Camberra, onde permanece em exposição.

O Comandante de asa Gordon Steege sucedeu a Cresswell no dia 16 de Agosto de 1951, altura pela qual os Meteor do Esquadrão N.º 77 estavam a realizar ataques no rio Yalu juntamente com os Sabres da USAF e realizavam missões de escola aos Boeing B-29 Superfortress em missões de bombardeamento. Os MiG haviam aparecido em várias ocasiões mas nunca atacaram os Meteor; especulou-se, e mais tarde ficou confirmado, que os soviéticos não atacaram inicialmente os Meteor para poder observar a sua performance. As primeiras baixas dos Meteor ocorreram a 22 de Agosto, quando duas aeronaves colidiram em pleno ar quando regressavam a Kimpo depois de uma missão. Os Meteor entrarem em combate contra os MiG pela primeira vez no dia 25 de Agosto, contudo não houve desfecho da batalha. Quatro dias depois, oito aviões Meteor e dezasseis aviões Sabre combateram contra doze aviões MiG; um piloto da RAAF teve que se ejectar quando a sua aeronave ficou destruída, e um segundo Meteor ficou seriamente danificado. Uma semana depois, outro Meteor sofreu danos severos num combate aéreo contra os MiG. Como resultado destes encontros, Steege convenceu-se que o Meteor era um caça que já estava ultrapassado. Depois de várias discussões com a Quinta Força Aérea, ele decidiu tirar o Esquadrão N.º 77 do combate ar-ar e deixar de realizar operações numa área conhecida como "MiG Alley", entre Yalu e Chongchon na fronteira entre a Coreia do Norte e a Manchúria, uma área onde se encontravam muitos caças MiG. Esta decisão provocou algum atrito entre aqueles que defendiam que melhores tácticas e aqueles que defendiam armamento mais poderoso, factores que permitiriam aos Meteor continuar em combate; para os pilotos australianos a mudança na missão do esquadrão retirou prestígio à unidade. O Chefe do Estado-maior, o Marechal do Ar George Jones, apoiou esta decisão, que relegava o esquadrão a escoltar aeronaves e a defender posições. A moral do pessoal do esquadrão começou a descer, e foi apenas quando o Comandante de Asa Ron Susans sucedeu a Steege, no dia 26 de Dezembro de 1951 que uma vez mais o esquadrão voltou a realizar missões de ataque, mais propriamente ataque ar-terra.
No período intermédio, o Tenente de voo "Smoky" Dawson registou o primeiro fogo contra um MiG do Esquadrão N.º 77 com aviões a jacto, danificando um MiG durante uma missão de escolta perto de Anju, na Coreia do Norte, no dia 26 de Setembro de 1951. No dia 27 de Outubro, o Oficial de voo Les Reading conseguiu danificar outro MiG enquanto escoltava bombardeiros B-29 em Sinanju; mais tarde, confirmou-se a destruição deste MiG, resultando na primeira vitória do Esquadrão contra os MiG. O esquadrão foi agraciado com uma Citação da Unidade Presidencial da República da Coreia pelo "serviço e heroísmo excepcionalmente meritório" no dia 1 de Novembro. No dia 1 de Dezembro de 1951, nos céus de Sunchon, pelo menos vinte aviões MiG pilotados por militares soviéticos atacaram uma formação de quatorze aviões Meteor; ambas as partes superestimaram o tamanho da força inimiga durante a batalha e o dano causado ao inimigo: três aviões Meteor foram abatidos, contudo os soviéticos reclamaram nove vitórias, enquanto os pilotos australianos reclamaram um MiG abatido e outro danificado, de uma formação de pelo menos 40 aviões MiG, enquanto os registos russos apresentam dados de que todos os MiG regressaram à base e menos de 25 aviões estavam disponíveis naquele momento.

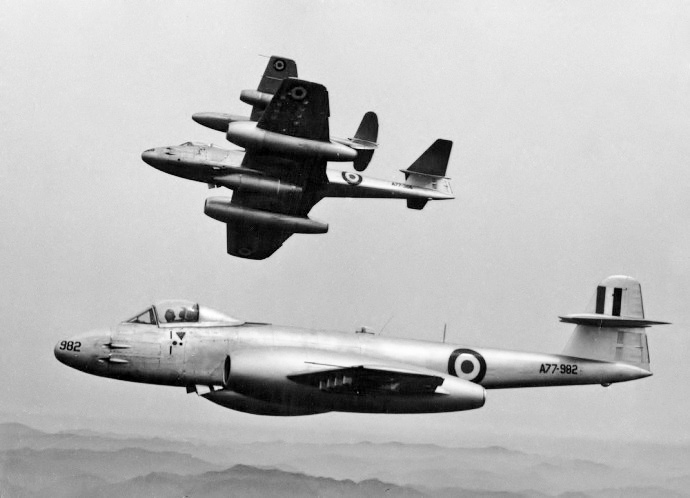
Aviões Meteor do Esquadrão N.º 77 em voo nos céus de Iwakuni, no Japão, em 1952

No dia 8 de Janeiro de 1952, Susans liderou o esquadrão na primeira missão de ataque ar-terra com os Meteor, que estavam armados com oito foguetes debaixo das asas e com quatro canhões internos de 20 mm. Eles continuaram a realizar missões de ataque ar-terra até ao final da guerra, contudo ainda registaram mais duas vitórias aéreas com os MiG perto de Pyongyang no dia 4 e 8 de Maio de 1952. No dia 29 de Agosto o esquadrão participou numa grande operação aérea, em que 420 aeronaves das forças da ONU atacaram Pyongyang. Um Meteor foi abatido e outro ficou danificado no dia 2 de Outubro de 1952, depois de serem atacados por aviões MiG aquando de uma missão ar-terra. O esquadrão desempenhou um papel essencial na destruição de um grande comboio norte-coreano no dia 16 de Março de 1953; dois Meteor descobriram uma linha composta por 140 veículos numa montanha a sul de Wonsan; as aeronaves impediram este comboio de seguir caminho através da destruição dos veículos da frente e de trás, chamando depois mais aeronaves para destruir os veículos presos no meio. As aeronaves australianas reivindicaram 24 veículos destruídos de um total de 90 veículos destruídos pelas forças da ONU (a USAF também foi chamada para atacar). O Esquadrão N.º 77 abateu o seu último MiG no dia 27 de Março. Já o Líder de esquadrão Len McGlinchey foi a última vítima da guerra quando o seu Meteor caiu depois de uma descolagem em Kimpo, no dia 16 de Julho.
Depois do armistício de 27 de Julho de 1953, o esquadrão permaneceu na Coreia do Sul, inicialmente em Kimpo e depois sendo transferido para Kunsan, até ser transferido de volta para Iwakuni no dia 12 de Outubro de 1954. No dia 19 de Novembro o esquadrão deixou o Japão em direcção à Austrália e chegou a Sydney no dia 3 de Dezembro, tendo estado fora da Austrália durante 11 anos, um recorde para uma unidade australiana. A sua performance nos primeiros dias da guerra foi citada como um factor da decisão dos Estados Unidos em rectificar o tratado ANZUS em Setembro de 1951. Em termos de percentagem, o esquadrão viu 25% dos seus militares mortos ou capturados. Quarenta e um pilotos morreram, 35 da RAAF e 6 da Real Força Aérea que estavam destacados na RAAF. Outros sete pilotos foram feitos prisioneiros de guerra. Em termos de aeronaves, foram perdidos quase 60 unidades, incluindo mais de 40 aviões Meteor devido a fogo de artilharia antiaérea. O esquadrão voou cerca de 18 872 missões, incluindo 3872 com os Mustang e 15 mil com os Meteor. Foi creditado também com o abate de cinco aviões MiG e com a destruição de 3700 edifícios, 1408 veículos, 98 carruagens e 16 pontes.

### Emergência Malaia eKonfrontasi

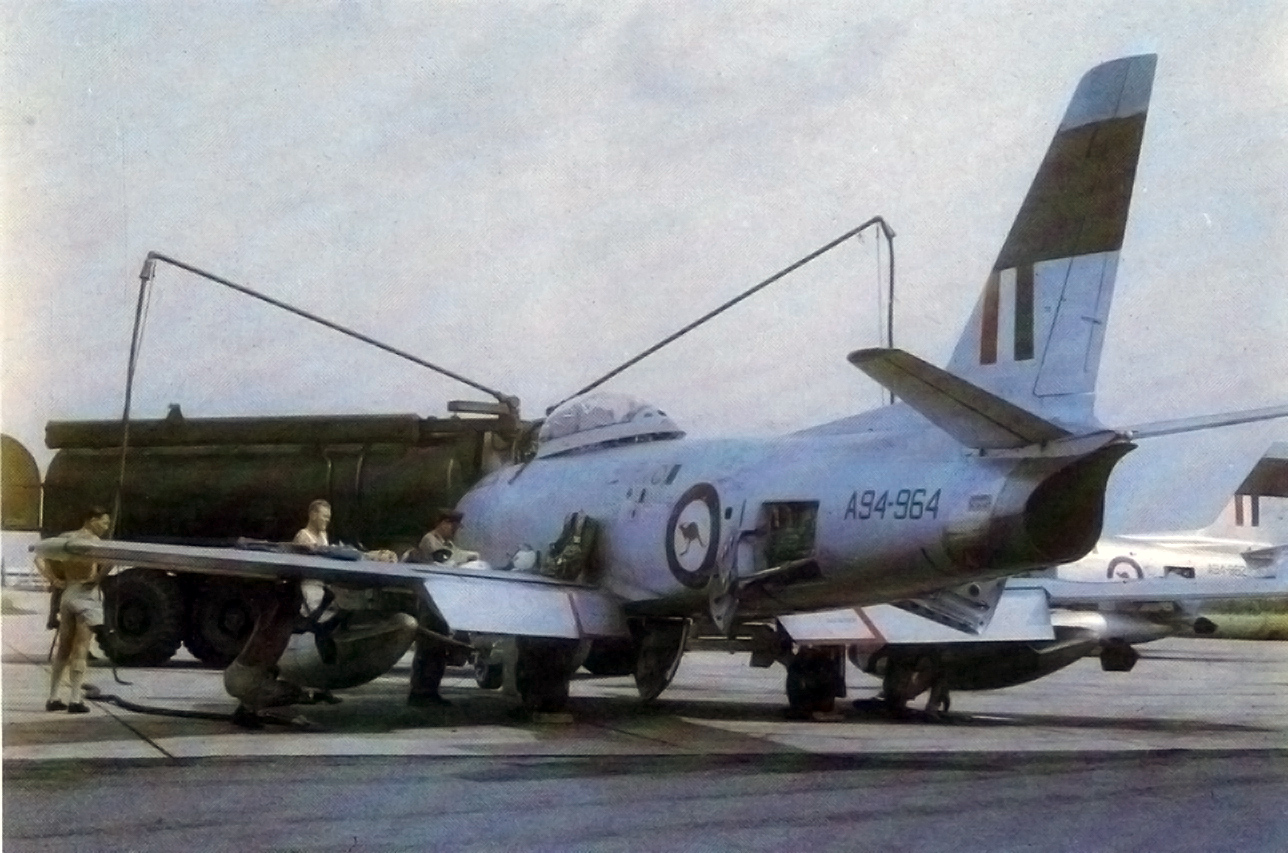
Aviões de combate CAC Sabre da RAAF na Tailândia, em 1962

O Esquadrão N.º 77 voltou a tornar-se numa unidade operacional na Base aérea de Williamtown, Nova Gales do Sul, no dia 4 de Janeiro de 1955. No dia 21 de Março juntou-se ao Esquadrão N.º 3 e ao Esquadrão N.º 75 como parte da Asa N.º 78, que havia passado por uma reorganização depois de estar destacada em Malta. O Esquadrão N.º 77 deixou de operar aviões Meteor em Agosto de 1956 e foi reformado em 19 de Novembro ao ser equipado com aviões CAC Sabre. Entre Outubro de 1958 e Fevereiro de 1959 os esquadrões N.º 3 e 77 foram enviados, juntamente com a Asa N.º 78, para a Base aérea de Butterworth, na Malásia, para prestar apoio às forças da Commonwealth na Emergência Malaia. Os Sabre foram das primeiras aeronaves a ostentar o novo roundel da RAAF, que apresentava um canguru. O Esquadrão N.º 478 também foi enviado para prestar apoio às aeronaves. O Esquadrão N.º 77 realizou a primeira missão de bombardeamento de mergulho contra as guerrilhas comunistas no dia 13 de Agosto de 1959, e realizou mais duas missões de ataque ar-terra no dia 10 de Julho de 1960. Os pilotos da RAAF às vezes também passavam perto dos guerrilheiros comunistas perto da barreira do som, para simular o som de artilharia a disparar. No dia 22 de Julho dois aviões Sabre do esquadrão colidiram em pleno voo, contudo ambos os pilotos sobreviveram. A Emergência Malaia foi oficialmente declarada como encerrada no dia 31 de Julho de 1960.
Os esquadrões da RAAF permaneceram em Butterworth como parte da contribuição australiana para a Reserva Estratégica da Commonwealth. Oito aviões Sabre, juntamente com os respectivos pilotos e pessoal de terra, foram retirados do Esquadrão N.º 77 em Maio de 1962 para re-formar o Esquadrão N.º 79 em Ubon, na Tailândia. Os Sabre foram pilotados para a Tailândia via Singapura, para dar a aparência de que não foram retirados da Reserva Estratégica, preservando assim a neutralidade da Malásia. Militares e equipamento dos esquadrões n.º 3 e 77 continuaram em rotação através do Esquadrão N.º 79. Os Sabre baseados em Butterworth, armados com mísseis Sidewinder, eram responsáveis pela defesa aérea regional durante o Konfrontasi entre a Indonésia e a Malásia de Julho de 1963 e Agosto de 1966, embora não tenham entrado em combate. De 26 de Outubro até 27 de Novembro de 1965 um destacamento de seis aviões Sabre do Esquadrão N.º 77 ficaram baseados em Labuan para realizar patrulhas de combate na fronteira entre a Indonésia e a Malásia em Bornéu. Depois de a Asa N.º 78 ser dissolvida em Novembro de 1967, o Esquadrão N.º 77 tornou-se numa unidade independente sob o comando o quartel-general da RAAF em Butterworth.

### Era supersónica
O Esquadrão N.º 77 regressou a Williamtown no início de 1969 para ser re-equipado com caças supersónicos Dassault Mirage III, realizando os primeiros voos a 7 de Julho. Os Mirage tinham como papel principal missões de intercepção, bombardeamento, apoio aéreo próximo e reconhecimento aéreo; o seu armamento incluía um canhão de 30 mm, mísseis Sidewinder e bombas convencionais. A principal função do Esquadrão N.º 77 era o ataque ar-terra, apesar de nenhum dos Mirage do esquadrão alguma vez entrar em combate. O Esquadrão N.º 481 era responsável pelo serviço de manutenção diário, assim como a maior parte da manutenção pesada. O Esquadrão N.º 77 sofreu a sua primeira baixa com este avião devido a um acidente que ocorreu no dia 3 de Abril de 1973, quando uma aeronave despenhou-se a meio de um treino a baixa altitude. Mais tarde outro piloto faleceu quando o seu Mirage bateu contra a água durante um voo em formação na noite de 24 de Junho de 1976. O esquadrão começou a treinar com bombas guiadas por laser em Outubro de 1980. Em Março de 1984, a frota do esquadrão era composta por dezanove aviões Mirage. No dia 9 de Abril, dois pilotos faleceram depois de uma colisão aérea a baixa altitude.

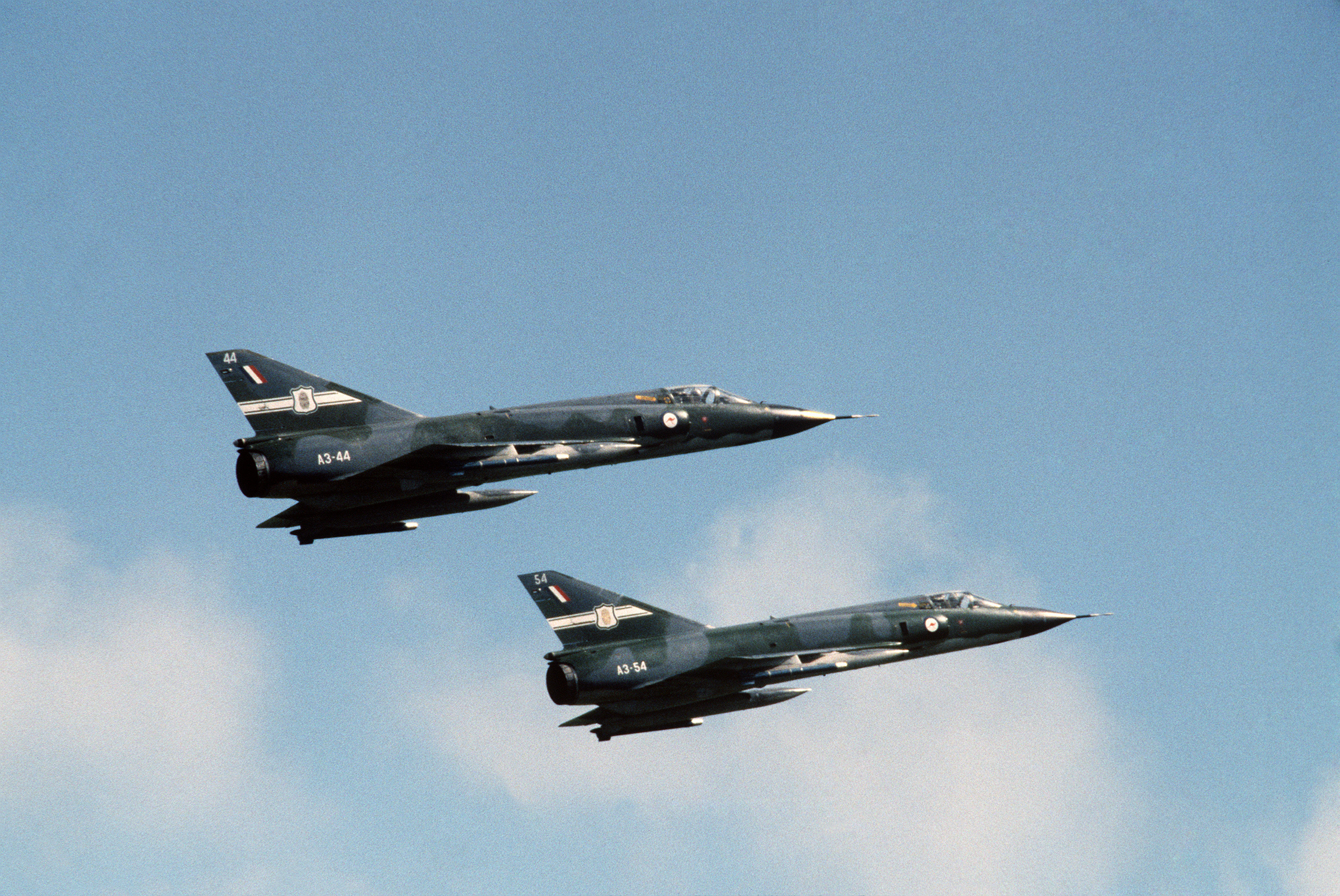
Caças supersónicos Dassault Mirage III do Esquadrão N.º 77, em Setembro de 1984

No dia 1 de Janeiro de 1985, em preparação para a introdução do McDonnel Douglas F/A-18 Hornet em serviço australiano, o Esquadrão N.º 77 assumiu todos os aviões Mirage e Macchi MB-326 da Unidade de Conversão Operacional N.º 2, assumindo assim toda a responsabilidade pela instrução de caças de combate e pelos cursos de conversão. Esta transferência aumentou a frota de aeronaves do esquadrão para 56 aeronaves (40 aviões Mirage e 16 aviões Macchi) e um efectivo de mais de 500 militares, fazendo deste esquadrão a maior unidade operacional da RAAF. Juntamente com um programa de treino expandido, e com a missão de prestar apoio aéreo próximo ao Exército Australiano, o Esquadrão N.º 77 viu a sua lista de responsabilidades a ser aumentada ainda mais depois de a Marinha Real Australiana ter deixado de ter aeronaves de asa fixa. O último acidente com os Mirage ocorreu no dia 2 de Maio de 1986, no qual a aeronave despenhou-se contra o mar durante um treino de armamento ar-ar.
O esquadrão começou a tirar o Mirage de serviço em Julho de 1986, e no dia 29 de Junho de 1987 recebeu o seu primeiro Hornet. Meses antes, em Fevereiro, o esquadrão ficou subordinado à Asa N.º 81. O último Mirage deixou as fileiras do esquadrão no dia 27 de Novembro de 1987. A manutenção do Hornet ficou da responsabilidade da Asa N.º 481, que havia evoluído a partir do Esquadrão N.º 481. Um dos Hornet do esquadrão despenhou-se perto de Rockhampton, Queensland, no dia 19 de Maio de 1992, um acidente do qual o piloto e o passageiro, um analista de defesa, saíram mortos. Em Setembro do mesmo ano, o esquadrão passou por um exercício em Halifax Bay, no extremo norte de Queensland, em que quatro dos seus aviões Hornet—reabastecidos em pleno voo por um reabastecedor Boeing 707—tornaram-se nos primeiros aviões a jacto na Austrália a lançar minas navais. Em Julho de 1996, a Asa N.º 481 foi reorganizada como a Asa N.º 402; esta última mais tarde transferiu as suas funções para os esquadrões de voo da Asa N.º 81, em Julho de 1998.

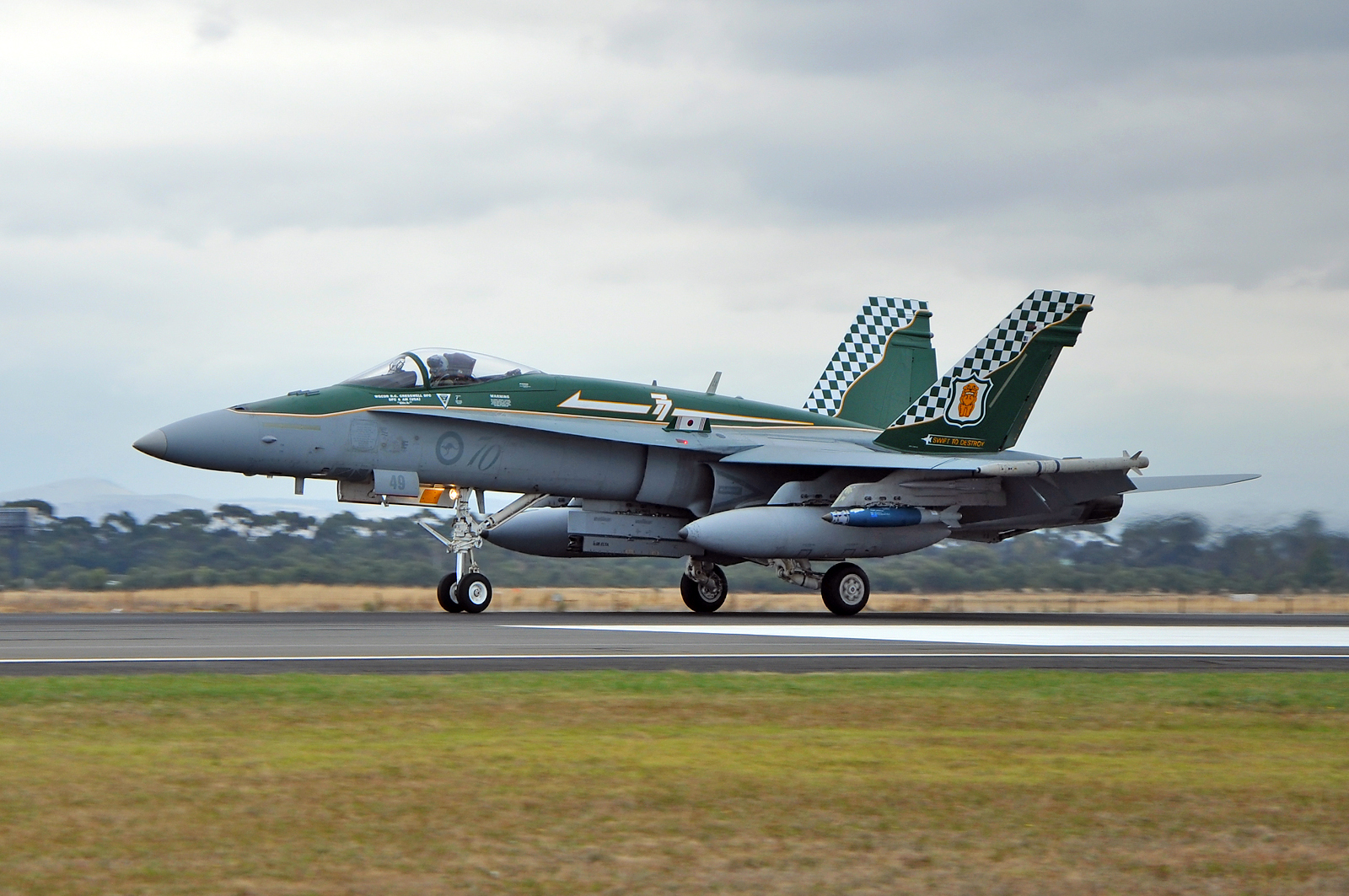
Um F/A-18 Hornet do esquadrão em Victoria, 2013

O Esquadrão N.º 77 operou um destacamento de aeronaves Pilatus PC-9 em missões de controlo aéreo da linha da frente de 2000 até 2003; este papel foi subsequentemente assumido pela Unidade de Desenvolvimento de Controlo aéreo da Linha da Frente. Quatro aviões Hornet do esquadrão foram enviados para a base aérea norte-americana de Diego Garcia, no Oceano Índico, entre Novembro de 2001 e Fevereiro de 2002, durante a fase inicial da Guerra do Afeganistão. Em Março de 2006, o esquadrão enviou um destacamento de aeronaves para a Base aérea de East Sale, em Victoria, para prestar assistência à segurança durante os Jogos da Commonwealth, que estavam a decorrer em Melbourne. O Esquadrão N.º 77 foi enviado para o Médio Oriente em Setembro de 2015 como parte da contribuição australiana para a intervenção militar contra o Estado Islâmico; em Abril de 2016 foi rendido, passando o Esquadrão N.º 3 para o seu lugar.
O governo australiano planeia substituir os Hornet com setenta e duas aeronaves de combate Lockheed Martin F-35 Lightning II, que se estima que sejam entregues à RAAF no final de 2018. Cada um dos três esquadrões de combate da Asa N.º 81 irá operar dezasseis unidades. Planeia-se também que o Esquadrão N.º 77 comece a conversão para a nova aeronave em 2021, e que as operações com o Hornet cessem no ano seguinte.

## Obras relacionadas
- Odgers, George (1952). Across the Parallel: The Australian 77th Squadron with the United States Air Force in the Korean War. Melbourne: Heinemann. OCLC 219847486
- Odgers, George (2008). Mr Double Seven: A Biography of Wing Commander Dick Cresswell, DFC. Tuggeranong, Território da Capital Australiana: Air Power Development Centre. ISBN 978-1-920800-30-7. Cópia arquivada em 29 de fevereiro de 2016
- Wilson, David (1994). Lion Over Korea: 77 Fighter Squadron RAAF, 1950–53. Belconnen, Território da Capital Australiana: Banner Books. ISBN 978-1-875593-02-6